# Sandra Korthuis
S.E. (Sandra) Korthuis (Barneveld, 18 februari 1959) is een Nederlands politica en bestuurster. Ze is lid van de VVD.

## Biografie
Korthuis heeft in 1986 haar doctoraal examen behaald in Nederlands recht aan de Erasmus Universiteit Rotterdam. Van 1986 tot 1988 was zij beleidsmedewerker en plaatsvervangend algemeen secretaris bij de Nederlandse Vrouwen Raad. Van 1988 tot 1994 was zij juridisch beleidsmedewerker bij het ministerie van Sociale Zaken en Werkgelegenheid. Van 1994 tot 1997 was zij sectorhoofd Welzijn bij de gemeente Boskoop.
Korthuis was van 1990 tot 2002 gemeenteraadslid van Rotterdam. Van 1998 tot 2002 was zij er wethouder en had zij in haar portefeuille Financiën, Volksgezondheid en Maatschappelijke Dienstverlening. Van 2002 tot 2006 was zij directeur-eigenaar van Korthuis Consultancy B.V.. Van 2006 tot 2011 was zij lid van de directieraad van de Vereniging van Nederlandse Gemeenten. Van 2011 tot 2015 was zij directeur-bestuurder van woningcorporatie Woonconcept in Meppel.
Korthuis was commissaris bij Rova NV en de Noordelijke Ontwikkelingsmaatschappij. In 2020 gaf ze als een van de twee informateurs leiding aan het oplossen van de bestuurlijke en financiële crisis in Hoogeveen en was ze kwartiermaker voor het nieuwe college van B&W. Met ingang van van 1 augustus 2021 werd zij benoemd tot waarnemend burgemeester van Ooststellingwerf. Hiermee volgde zij Harry Oosterman die per 1 augustus van dat jaar is gestopt als burgemeester van Ooststellingwerf. Op 17 april 2023 werd Jack Werkman burgemeester van Ooststellingwerf.
Korthuis werd met ingang van 25 juli 2023 benoemd tot waarnemend burgemeester van Veendam, nadat Berry Link per 1 juli dat jaar het burgemeesterschap had neergelegd. Op 9 september 2024 werd Annelies Pleyte burgemeester van Veendam.
Korthuis is getrouwd met haar vrouw.